# Gotthard Emanuel von Aderkas
Baron Gotthard Emanuel von Aderkas, auch: Aderkaß (* 28. Oktober 1773; † 25. Oktober 1861 in Arensburg auf Oesel) war ein in russischen Diensten stehender deutsch-baltischer Diplomat und Verwaltungsbeamter.

## Leben und Wirken
Emanuel war eins von 14 Kindern des Gutsbesitzers und Hauptmanns Gotthard Wilhelm von Aderkas (1741–1813) auf Peudorf (heute Oti, Gemeinde Saaremaa). Die Familie Aderkas gehört zum deutsch-baltischen Uradel. 1791 trat er in den Dienst des russischen Ministeriums für auswärtige Angelegenheiten in St. Petersburg. 1796 wurde er zum Studium an der Universität Göttingen beurlaubt, wo er sich für das Studienfach Statistik einschrieb und hauptsächlich Vorlesungen und Seminare bei Georg Christoph Lichtenberg besuchte. Im Sommer 1798 kehrte er nach St. Petersburg zurück und wurde Kollegienassistent am Kollegium der Auswärtigen Angelegenheiten. Er ging als Gesandter nach Karlsruhe und Stuttgart und war 1808 Mitglied der russischen Gesandtschaft in Preußen. 1809 wurde er als Konsularagent nach Kristiansand in Norwegen entsandt und 1810 als Generalkonsul nach Lübeck. Hier gehörte er zum Kreis um den reformierten Pastor Johannes Geibel und war mit Christian Adolph Overbeck und Carl Wilhelm Pauli 1820 einer der Mitbegründer der Lübecker Missionsgesellschaft.
Im selben Jahr wurde Aderkas nach St. Petersburg zurückgerufen. Bei der Gründung des General-Konsistoriums der Evangelisch-Lutherischen Kirche im Russischen Reich 1820 wurde er auf persönliche Bitte des ersten Bischofs Cygnaeus dessen Mitglied. 1822 klagte er als Mitglied des Oberschulverwaltung in einem öffentlichen Prozess gegen Professoren der St. Petersburger Universität. 1826 wurde er zum Staatsrat des Ministeriums für nationale Bildung befördert. Später war er auch Präsident der Kaiserlich-russischen Philanthropischen Gesellschaft und des Kollegiums für allgemeine Fürsorge. Zwischen 1838 und 1848 war er Kurator der Rigaischen und Oeselschen Hochschulen. 1851 zum Geheimrat ernannt, verbrachte er seine letzten beiden Lebensjahre auf Ösel, wo er Besitzer des Gutes Thalick war.
1807 heiratete er in St. Petersburg Charlotte Elisabeth von Nolcken; in zweiter Ehe heiratete er Evgenija Michailovna Miagkova; seit 1793 war er verschwägert mit Johann Wilhelm Ludwig von Luce.

## Auszeichnungen
- 1814 St. Anna Orden 2. Klasse
- 1829 Orden des Heiligen Wladimir 4. Klasse
- 1832 Orden des Heiligen Wladimir 3. Klasse
- 1834 Sankt-Stanislaus-Orden 2. Klasse mit Stern